# Herbert Raphael
Herbert Henry Raphael, 1er baronnet (23 décembre 1859 - 24 septembre 1924), est un avocat, militaire et homme politique britannique.

## Biographie
Fils du banquier Henry Louis Raphael, de la Raphaels Bank (en), et son épouse et cousine, Henriette née Raphaël, il suit ses études à Hanovre et à Vevey, avant d'aller à Trinity Hall (Cambridge), où il étudie le droit. Il est appelé à Inner Temple en 1883. Il pratique le droit durant quelques années, avant de poursuivre une carrière dans les activités publiques et politiques.
En 1889, il est élu au premier London County Council en tant que conseiller pour St Pancras West. Il est membre du Parti progressiste soutenu par les libéraux qui contrôlait le conseil. Il est également membre du London School Board, puis du Conseil du comté d'Essex.
Il est membre de la Chambre des communes de 1906 à 1918.
En 1911, il est créé baronnet, de "Cavendish Square dans l'arrondissement métropolitain de St. Marylebone".
Il sert comme officier durant la Première Guerre mondiale.
Collectionneur d'art, Raphael participe activement à plusieurs comités et à un fiduciaire de la National Portrait Gallery. En 1916, il fait don de plusieurs peintures et portraits à la National Gallery. Il cède également plusieurs photos par enchère à Christie's le 8 mai 1916.
Il est gouverneur du Guy's Hospital et juge de paix pour l'Essex et le Derbyshire.

## Sources
- (en) Cet article est partiellement ou en totalité issu de l’article de Wikipédia en anglais intitulé « Herbert Raphael » (voir la liste des auteurs).